# Gunkan-bugyō
Les gunkan-bugyō (軍鑑奉行, gunkan-bugyō), également appelés kaigun-bugō, étaient des fonctionnaires du shogunat Tokugawa dans la période Edo au Japon. C'étaient les fudai daimyo qui étaient généralement nommés à cette fonction. On traduit ce titre par « commissaire », « surveillant » ou « gouverneur ».
Ce titre du bakufu correspond aux fonctionnaires des sujets navals. Le bureau a été créé le 28 mars 1859. La création de ce nouveau poste était un changement qui était considéré nécessaire en raison des deux traités qui avaient été signés avec les Américains. La condition d'ouvrir des ports aux Occidentaux faisait partie de la convention de Kanagawa de 1858, qui fut causée par la seconde apparition du commodore Matthew Perry dans la baie de Tokyo avec des navires de guerre. Plus précisément, ces bugyō étaient jugés essentiels en raison du Traité d'amitié et de commerce, qui avait été signé en 1858 par le représentant américain, Townsend Harris (traité Harris) de 1858.
Le rang de gunkan-bugyō était considéré du même niveau que le kanjō-bugyō.
La genèse du gunkan-bugyō précède la création réelle du bureau.

## Kaibō-gakari
Le préfixe kaibō-gakari, qui signifie  « responsable de la défense maritime », a été employé dans les titres de quelques fonctionnaires du bakufu après 1845. Ce terme a été employé pour indiquer ceux qui ont la responsabilité spéciale de surveiller les eaux côtières, et par voie de conséquence, qui traitaient des affaires impliquant des étrangers, par exemple, le kaibō-gakari-ōmetsuke qui, plus tard, sera remplacé par le terme gaikoku-gakari.

## Liste degunkan-bugyō
- Mizuno Tadanori (1859)
- Nagai Naomune (1859)
- Inoue Kyuonao (1859-1862)
- Oguri Tadamasa (1865)
- Takeaki Enomoto, kaigun-bugyō (1866-1868)
- Kaishū Katsu

## Sources
- (en) Cet article est partiellement ou en totalité issu de l’article de Wikipédia en anglais intitulé « Gunkan-bugyō » (voir la liste des auteurs).